# Morro Voturuá
Morro Voturuá är en kulle i Brasilien.   Den ligger i kommunen São Vicente och delstaten São Paulo, i den sydöstra delen av landet, 900 km söder om huvudstaden Brasília. Toppen på Morro Voturuá är 184 meter över havet, eller 29 meter över den omgivande terrängen. Bredden vid basen är 0,63 km. Morro Voturuá ligger på ön Ilha de São Vicente.
Terrängen runt Morro Voturuá är platt västerut, men österut är den kuperad. Havet är nära Morro Voturuá åt sydost. Trakten är tätbefolkad. Närmaste större samhälle är São Vicente, 2,8 km väster om Morro Voturuá. 